# کژدم‌های پوسته‌نشین
کژدم‌های پوسته‌نشین (نام علمی: Centruroides) نام یک سرده از خانواده کژدم‌های دم‌کلفت است.